# Guldkörvel
Guldkörvel (Chaerophyllum aureum) är en art av växter i familjen Flockblommiga växter.